# B.K.S. Iyengar
B.K.S. Iyengar (Bellur Krishnamachar Sundararaja Iyengar, kannada ಬೆಳ್ಳೂರ್ ಕೃಷ್ಣಮಾಚಾರ್ ಸುಂದರರಾಜ ಐಯಂಗಾರ್, dewanagari बी.के.एस. अयंगार) (ur. 14 grudnia 1918 w Belur, zm. 20 sierpnia 2014 w Pune) – twórca jogi iyengarowskiej, jeden z największych współczesnych autorytetów w hathajodze. Uczeń „ojca współczesnej hathajogi” – Śri Tirumalai Krishnamacharyi.

## Publikacje
B.K.S. Iyengar jest autorem klasycznych podręczników do nauki asan i pranajam. Polskie wydania:
- B.K.S Iyengar: Joga. Wyd. 1. Warszawa: PWN, 1990. Brak numerów stron w książce (Light on Yoga) (późniejsze wyd. pt.Światło jogi)
- Pranajama (Light on Pranayama)
- Drzewo jogi (The Tree of Yoga)
- Album o jodze pojmowanej jako sztuka (The Art of Yoga)
- Joga światłem życia, Wyd. Galaktyka

## Odznaczenia
- Order Padma Shri (1991)
- Order Padma Bhushan (2004)

## Kontrowersje
W ostatnich latach pojawiły się głosy krytyczne dotyczące metod nauczania B.K.S. Iyengara. Niektórzy długoletni nauczyciele jogi Iyengara wskazują na stosowanie przez niego zachowań, które mogą być uznane za przemocowe. W relacjach uczniów pojawiają się wzmianki o krzykach, uderzeniach przy korektach oraz agresywnych manualnych poprawkach. Podobne zarzuty kierowane są również wobec jego córki, Gity Iyengar, która miała przejawiać agresję werbalną. Krytycy zwracają uwagę, że takie podejście było w przeszłości szeroko akceptowane i normalizowane.